# Alex Harvey (Rockmusiker)
Alexander James „Alex“ Harvey (* 5. Februar 1935 in Glasgow, Schottland; † 4. Februar 1982 in Zeebrugge, Belgien) war ein britischer Rockmusiker. Mit seiner Sensational Alex Harvey Band (SAHB) war er in den 1970er Jahren ein erfolgreicher Bühnenstar in Europa.

## Biografie

### Die frühen Jahre
Seine musikalischen Wurzeln hatte Harvey in der Rock-’n’-Roll- und Skiffle-Musik, die in den 1950er Jahren in Großbritannien populär war. Als Amateurtrompeter widmete er sich zeitweise auch dem traditionellen Jazz. Er gewann einen Wettbewerb, in dem „Schottlands Antwort auf Tommy Steele“ gesucht wurde. Harvey setzte sich dabei mit seiner Version von „Hound Dog“ gegen 600 Mitbewerber durch.
1959 hatte Harvey seine eigene Band, Alex Harvey’s Big Soul Band, die Rhythm and Blues, Rock ’n’ Roll und eben auch Soul spielte und ein Dauerengagement in Hamburgs Top Ten Club absolvieren konnte. Als das Interesse in Hamburg nachließ, löste Harvey die Band aus Kostengründen auf und erfüllte seinen Schallplattenvertrag für Polydor stattdessen mit dem minimal instrumentierten Album The Blues, das er gemeinsam mit seinem damals 16-jährigen Bruder Leslie Harvey aufnahm. Zurück in Glasgow jammte Harvey 1966 im Dennistoun Palais mit unterschiedlichen Besetzungen in einer Band ohne Namen. 1967 ging er zurück nach London, wo er in einem Club in Soho auf seinen alten Bekannten Chas Chandler von den Animals traf. Der konfrontierte ihn mit der Musik von Jimi Hendrix, worauf Harvey seinen Stil veränderte. Er schloss sich wohl unter dem Einfluss der Incredible String Band einer kurzlebigen Psychedelic Folk Gruppe namens Giant Moth an, die für das Decca Label zwei Singles einspielte. Anschließend spielte er in der Londoner Produktion des Musicals Hair für drei Jahre die Gitarre. 1969 schloss er sich einer progressiven Formation namens Rock Workshop an, die zum Teil aus Hair Musikern bestand. Der Posaunist Derek Wadsworth war auch Leiter und Arrangeur des Londoner Hair Ensembles. Ashton Tootle war Flötist, Bariton-Saxophonist und Elektroniktüftler in einer Person. Alex Harvey profitierte von diesen Bekanntschaften, wie man am aufwändig produzierten Album Roman Wall Blues feststellen kann. Hier dominierten noch Soul und Rhythm and Blues sowie Country-Rock und stampfende Beats à la The Kinks oder The Move. Kommerziell erfolgreich war die Platte jedoch nicht.

### The Sensational Alex Harvey Band
1972 entstand auf Betreiben des New Musical Express und des Mountain Managements im Rahmen eines Gratiskonzerts die Sensational Alex Harvey Band (SAHB). Neben Harvey gehörten Alistair "Zal" Cleminson (Gitarre), Chris Glen (Bass) sowie die Cousins Ted (Schlagzeug) und Hugh McKenna (Keyboards) dazu, die zuvor unter dem Namen Tear Gas zusammen gespielt hatten. Mit dieser Gruppe hatte Harvey seine größten musikalischen und kommerziellen Erfolge. Der Durchbruch gelang während einer Tour als Vorgruppe für die Band Slade. Tourbeginn war der 31. Mai 1973 in Green’s Playhouse, dem späteren Apollo Theatre in Glasgow. Die Verbindung mit Slade sorgte für regen Zulauf aus der Glam-Rock-Szene, nachdem Anfang des Jahres auch schon Anhänger von Mott the Hoople Interesse gezeigt hatten. 
Im Oktober 1973 erfolgte die erste Tour als Headliner in Großbritannien, Kontinentaleuropa erlebte die Harvey Band zuerst im Vorprogramm von Status Quo. 1974 ließen die Schotten die Erstversion ihres Albums „The Impossible Dream“ vernichten, da es Zweifel an der Qualität der Aufnahmen gab. Nach langer Suche konnten sie ihren Livemixer David Batchelor als neuen Produzenten gewinnen. Dieser hatte zuvor schon bei Tear Gas als Frontvokalist auf der Bühne gestanden. Für die nächsten drei Jahre umgab sich die SAHB mit einem Dämonenkult um eine mystische Gestalt namens „Vambo“, die aus einer Parallelwelt namens „Vibrania“ aufgebrochen sei, um die Menschheit von ihren Irrwegen abzubringen. Musical-Interpretationen gehörten bei der SAHB zum Bühnenstandard. Daneben gab es immer wieder Ausflüge in die Welt des Hard Rock, Bluesrock und Space Rock. 
Alex Harvey litt auf dem Gipfel seines Erfolgs zunehmend unter Depressionen, Rückenschmerzen und den Folgen von übermäßigem Schmerzmittelkonsum und Alkoholismus. Sein jüngerer Bruder Leslie starb 1972 bei einer Konzertprobe für die schottische Band Stone the Crows an einem Stromschlag. Manager und Freund Bill Fehilly wurde am 28. Juli 1976 Opfer eines Flugzeugabsturzes, worauf die gesamte geschäftliche Konstruktion der SAHB zusammenbrach. Zwar arbeitete man noch alle gebuchten Auftrittstermine ab – schließlich war man mit der Single „Boston Tea Party“ wieder in den britischen Top 15 – doch der Erfolg bei Publikum und Musikkritik korrespondierte nicht mit schwarzen Zahlen, die Band machte trotz Millionenumsätzen konsequent Verluste. Schon 1975 wurde nach einem Auftritt im Vorprogramm von Jethro Tull in Miami das gesamte Equipment vermisst. Tabletten- und Alkoholmissbrauch führten zu Problemen, im Herbst 1976 schlief der früher so agile Frontmann bei der Eröffnung eines Konzerts in Malmö/Schweden am Mikrofon ein. Später vergaß er den einstmals so vertrauten Text von „Delilah“.
Harvey brauchte eine Pause, die er dazu nutzte, für K-Tel eine Reportage über das Ungeheuer von Loch Ness zu gestalten. Die SAHB tourte derweil ohne ihn und nahm sogar ein Album namens „Fourplay“ auf. Im Frühjahr 1977 war Harvey wiederhergestellt und die Sensational Alex Harvey Band absolvierte einige Festivals, wenn auch ohne Hugh McKenna, der die Gruppe verlassen hatte und durch Tommy Eyre ersetzt wurde. Der Auftritt in Reading sollte der letzte bleiben. Nach einem kurzen, erfolglosen Kokettieren mit der neu aufgekommenen Punk-Bewegung und einem nicht mehr zu überbrückenden Dissens über die zukünftige musikalische Richtung löste sich die Band Ende Oktober 1977 am Vorabend einer großangelegten Europa-Tournee auf. Zal Cleminson wechselte zu Nazareth, Ted McKenna blieb für ein paar Jahre bei Rory Gallagher, um dann mit Chris Glen bei der Michael Schenker Group und Gillan die Rhythmussektion zu bilden. Auch Womack & Womack nahmen Cleminsons Talent in Anspruch. Erwähnenswert ist auch sein Einsatz auf dem "Internal Exile"-Album von Ex-Marillion-Sänger Fish.
Der erfolgreichste Song der SAHB war The Faith Healer vom zweiten Album „Next“ 1973. Hugh McKenna simulierte mit einem neu entwickelten Rhythmusgenerator namens „Tootle Back Drone“ zum ersten Male einen Bass-Sequenzer, was dieser Voodoo-Rock-Nummer einen ziemlich avantgardistischen Touch verlieh. Erfinder des Geräts war nach Bandangaben Ashton Tootle, der Flötist von Hair. „The Faith Healer“ avancierte zum Erkennungslied der SAHB und wurde von mehreren Bands gecovert, darunter The Cult und The Bollock Brothers wie auch Helloween. Mit der Coverversion des Tom-Jones-Hits „Delilah“ drang Harvey bis auf Platz 7 der britischen Charts vor.

### Alex Harvey – The New Band (NAHB)
Nachdem Alex Harvey die Rock Drill Tour aus heiterem Himmel abgesagt hatte, kamen massive Vertragsstrafen und Schadensersatzforderungen auf ihn zu. Bereits im März 1978 hatte er eine neue Band mit dem von den Rock Drill Sessions übrig gebliebenen Keyboarder und Arrangeur Tommy Eyre zusammengestellt. Ein aufwändiges und teures Konzert im Londoner Palladium, bei dem er „Anarchy In the U.K.“ als langsamen Walzer arrangieren ließ, rief bei der Kritik gemischte Reaktionen hervor. Die Besetzung der NAHB erwies sich als wenig konstant, da Eyre zeitgleich viele Termine mit der Band von Gerry Rafferty abarbeitete. Er und der mit Drogenproblemen kämpfende Hugh McKenna wechselten sich an den Keyboards beständig ab. Ab Dezember 1978 gab es wieder eine gefestigte Besetzung, als Harvey mit Matthew Cang, Simon Chatterton, Tommy Eyre, Gordon Sellar und Don Weller das Album The Mafia Stole My Guitar aufnahm. Ein Heimspiel im Glasgower Apollo zählte im Januar 1979 nur 200 zahlende Zuschauer und 1000 Gratisgäste.

### The Electric Cowboys
Alex Harvey konnte auf Grund des ausbleibenden Erfolgs seine NAHB nicht mehr entlohnen und musste die Musiker ziehen lassen. Das Nachfolgeensemble „Electric Cowboys“ rekrutierte sich hauptsächlich aus Waliser Nachwuchsmusikern. Ende 1981 war zwar eine neue LP fertig, doch ein Schallplattendeal blieb aus. Harveys gesundheitliche Verfassung schwankte, die Zuschauerzahlen auf Konzerten unterschritten nicht selten die 100er-Marke. Eines seiner letzten Konzerte in Wien war im Januar 1982 geprägt von Begeisterung und Erschöpfungszuständen.

### Tod
Alex Harvey starb während einer Tournee in Belgien an einem doppelten Herzinfarkt, einen Tag vor seinem 47. Geburtstag. Der „The Faith Healer“ betitelte Nachruf im New Musical Express von Charles Maar Murray brachte noch einmal die Projektion von Alex Harvey als dem „Godfather Of Punk“. Harvey hatte sich 1977 in einer Pressestellungnahme zur Auflösung der SAHB geäußert: „Ich dachte nur: Was ist der Sinn? Es gibt nichts Schlimmeres, als ein altes Pferd zu Tode zu prügeln. Jeder möchte, dass ich ein 43-jähriger Punkrocker bin – aber ich mache Punkrock-Sachen, seit ich 18 in Glasgow war. Ich bin auf niemanden außer mich selbst wütend. Ich hätte es nicht so lange laufen lassen sollen.“

## Diskografie

### Alben
| Jahr | Interpret     | Titel                                                | Anmerkungen                                                                                    |
| ---- | ------------- | ---------------------------------------------------- | ---------------------------------------------------------------------------------------------- |
| 1964 | Alex Harvey   | Live im Top Ten Club / Alex Harvey and His Soul Band | Live-Aufnahme aus dem Top Ten Club in Hamburg mit Kingsize Taylor & The Dominos (Oktober 1963) |
| 1964 | Alex Harvey   | The Blues                                            | mit Les Harvey                                                                                 |
| 1967 | Hair Pit Band | Hair Rave-Up                                         | Live from the Shaftsbury Theatre                                                               |
| 1969 | Alex Harvey   | Roman Wall Blues                                     | mit Rock Workshop und Les Harvey                                                               |
| 1970 | Rock Workshop | Rock Workshop                                        | mit Ray Russell                                                                                |
| 1972 | Alex Harvey   | The Joker Is Wild                                    | Re-release unter SAHB (1975): "This Is the Sensational Alex Harvey Band"                       |
| 1972 | SAHB          | Framed                                               |                                                                                                |
| 1973 | SAHB          | Next                                                 |                                                                                                |
| 1974 | SAHB          | The Impossible Dream                                 |                                                                                                |
| 1975 | SAHB          | Tomorrow Belongs to Me                               |                                                                                                |
| 1975 | SAHB          | Live                                                 | Livealbum                                                                                      |
| 1976 | SAHB          | The Penthouse Tapes                                  | enthält fast ausschließlich Coverversionen                                                     |
| 1976 | SAHB          | SAHB Stories                                         |                                                                                                |
| 1977 | Alex Harvey   | Presents the Loch Ness Monster                       | Reportage/Hörspiel                                                                             |
| 1978 | SAHB          | Rock Drill                                           |                                                                                                |
| 1979 | NAHB          | The Mafia Stole My Guitar                            |                                                                                                |
| 1983 | Alex Harvey   | The Soldier on the Wall                              | mit den Electric Cowboys                                                                       |
| 1991 | SAHB          | BBC Radio 1 Live in Concert                          | BBC Aufnahmen von 1972 - 1973                                                                  |
| 1994 | SAHB          | Live on the Test                                     | Live-Aufnahmen von 1973 - 1977                                                                 |
| 1994 | SAHB          | Live in Glasgow 1993                                 | SAHB Revival mit Steve Dougherty                                                               |
| 2005 | SAHB          | British Tour ’76                                     | Livealbum                                                                                      |
| 2006 | SAHB          | US Tour 74                                           | Livealbum                                                                                      |
| 2009 | SAHB          | Hot City The 1974 Unreleased Album                   | frühere Version von The Impossible Dream                                                       |
| 2009 | SAHB          | Live at the BBC                                      | BBC Aufnahmen von 1972 - 1977                                                                  |
| 2013 | SAHB          | Delilah - The Best Of                                | UK: Silber (2016)                                                                              |

### Singles
| Jahr | Band       | Titel                                                       |
| ---- | ---------- | ----------------------------------------------------------- |
| 1967 | Giant Moth | The Sunday Song / Horizons                                  |
| 1967 | Giant Moth | Maybe Some Day / Curtains for My Baby                       |
| 1972 | SAHB       | There’s No Lights on the Christmas Tree, Mother… / The Harp |
| 1972 | SAHB       | Jungle Jenny / Buff's Bar Blues                             |
| 1974 | SAHB       | The Faith Healer / St. Anthony                              |
| 1974 | SAHB       | Sergeant Fury / Gang Bang                                   |
| 1974 | SAHB       | Anthem / Anthem (lange Version)                             |
| 1975 | SAHB       | Delilah / Soul in Chains                                    |
| 1975 | SAHB       | Gamblin’ Bar Room Blues / Shake That Thing                  |
| 1976 | SAHB       | Runaway / Snake Bite                                        |
| 1976 | SAHB       | Boston Tea Party / Sultan’s Choice                          |
| 1976 | SAHB       | Amos Moses / Satchel and the Scalp Hunter                   |
| 1977 | SAHB       | Mrs. Blackhouse / Engine Room Boogie                        |
| 1979 | NAHB       | Shakin’ All Over / Wake Up Davis'                           |
| 1980 | NAHB       | Big Tree (Small Axe) / The Whalers (Thar She Blows)         |

### SAHB ohne Alex Harvey
| Jahr | Titel                                | Anmerkungen |
| ---- | ------------------------------------ | ----------- |
| 1977 | Fourplay                             |             |
| 1977 | Pick It Up and Kick It / Smouldering | Single      |
| 2006 | Zalvation: Live In The 21st Century  | Livealbum   |